# Hyphesma cardaleae
Hyphesma cardaleae är en biart som beskrevs av Exley 1975. Hyphesma cardaleae ingår i släktet Hyphesma och familjen korttungebin. Inga underarter finns listade i Catalogue of Life.

## Bildgalleri

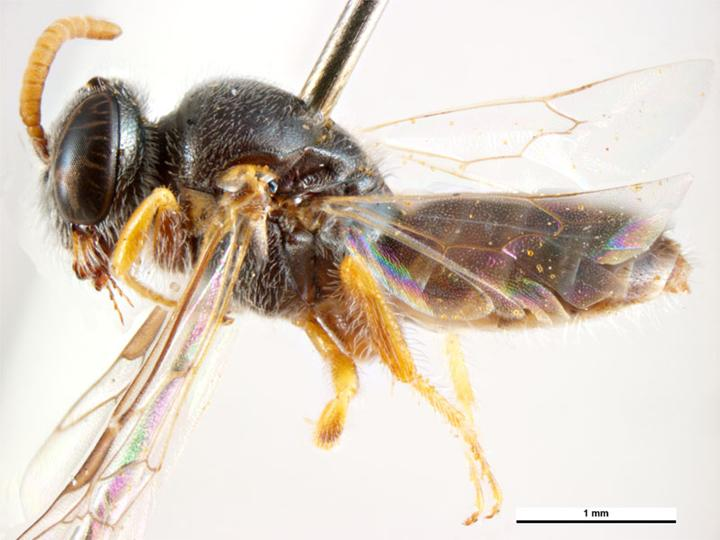